# Gobernación de Grodno
La gobernación de Grodno (en ruso: Гро́дненская губе́рнiя, Grodnenskaya guberniya, en polaco: Gubernia grodzieńska, en bielorruso: Гродзенская губерня, Hrodzenskaya gubernya, en lituano: Gardino gubernija) fue un gobernación (gubernia) del Imperio ruso.

## Visión general

Gobernaciones del krai del Noroeste.

Grodno fue una provincia o gubernia occidental del Imperio ruso, actualmente localizado en Bielorrusia, situado entre aproximadamente 52° a 54° latitud N y 21° a 24° longitud E, limitaba al norte con la gobernación de Vilna, al este por gobernación de Minsk, al sur por la gobernación de Volinia y al oeste por el reino de Polonia. Su área era de 38,750 km². La provincia era una amplia llanura, muy suave y cubierta con bosques de pino grande. De estos, el de Bialovieza comprendía una circunferencia de 160 km. Allí, los bisontes estaban preservados. Los ríos navegables eran el Niemen, Bug, Narev, y Bobra, el más importante de aquellos era el Bug. La tierra era principalmente aluvial mezclada con arenas, lo cual era favorable para la agricultura anil, arrería de ganado y abejas. La atmósfera era húmeda, brumosa y el clima en invierno era frío.  Eran cultivadas cantidades grandes de centeno, cebada, avenas, y cáñamo pero la cantidad de frutas y vegetales eran pocas.
Estaba dividida en nueve distritos, respectivamente Grodno, Brest, Bielsk, Volkovysk, Kobrin, Prushana, Slonim y Białystok. La administración de la provincia entera estaba a manos del gobernador nombrado por la corona. En 1870 la población era 1,008,521 comprendiendo lituanos, polacos, bielorusios, tártaros, y unos cuantos colonizadores alemanes. La capital era Grodno, en el banco derecho del Niemen, y estaba conectado por ferrocarril con Moscú y Varsovia.
Grodno fue construido en el siglo XII y a comienzos del XIII fue anexionado a Polonia. La dieta se posesionó allí en 1793 para ratificar la partición de Polonia. Dos años más tarde Stanislaus, el último rey, firmó allí su abdicación.

## Divisiones administrativas

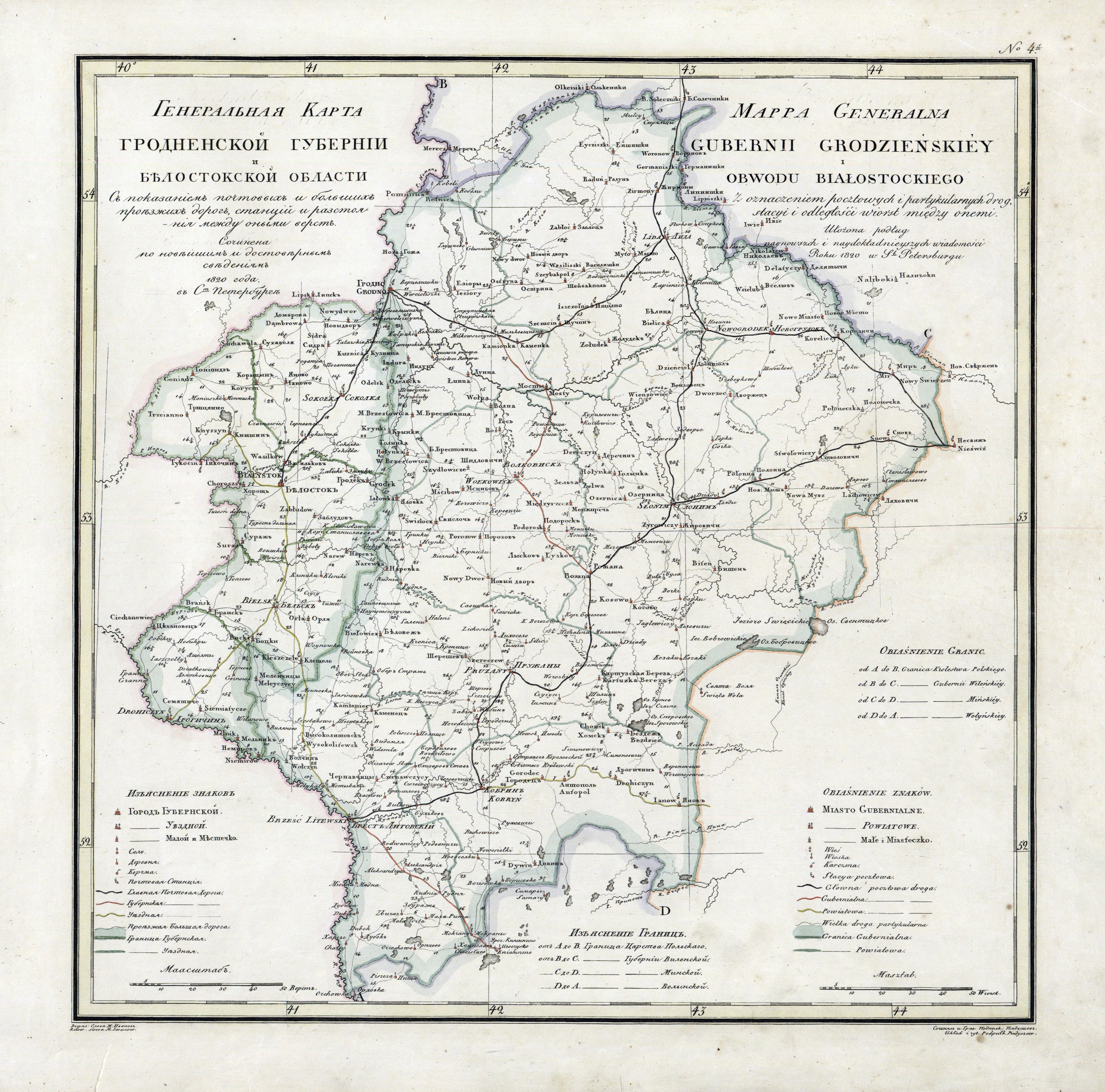
Gobernación de Grodno en 1821 (en ruso).

La capital era Grodno. Estaba dividida en 9 uyzeds (distritos):
- Grodno (en ruso: Гродно)
- Belostok (en ruso: Белосток)
- Bielsk (en ruso: Бельскъ)
- Brest Litovsk (en ruso: Брестъ-Литовскiй)
- Kobrin (en ruso: Кобринъ)
- Pruzhany (en ruso: Пружаны)
- Sokolka (en ruso: Соколька)
- Slonim (en ruso: Cлонимъ)
- Volkovyvsk ( en ruso: Волкавывскъ)

## Historia

### Gobernación de Slonim (1796-1796)
La gobernación fue creada en 1796, en el periodo posterior a la partición final de la Mancomunidad Polaco-Lituana, y originalmente conocida como gobernación de Slonim, pero que sólo existió hasta que el 12 de diciembre de 1796, cuándo Pablo I la fusionó con la gobernación de Vilna para formar la de Lituania.
La gobernación de Slonim tenía 8 óblast (provincias):
- Brest (en ruso: Волковысского)
- Volkovysskij (en ruso: Виленского)
- Grodno (en ruso: Завилейского)
- Kobrin (en ruso: Кобринского)
- Lida (en ruso: Ли́да)
- Novogrudok (en ruso: Новогрудского)
- Pruzhany (en ruso: Пружанского)
- Slonimsky (en ruso: Слонимского)

### Gobernación de Lituania (1796-1801)
Justo un año más tarde, el 12 de diciembre de 1796, por orden del zar Pablo I  fueron fusionados en una única gobernación, llamada Lituania, con su capital en Vilna.

### Gobernación de Lituania-Grodno (1801-1840)
Después de la muerte de Pablo I, por orden del 9 de septiembre de 1801 del zar Alejandro I, la gobernación de Lituania fue dividida entre las de Lituania-Vilna y la de Lituania-Grodno. La gobernación de Lituania-Grodno fue restaurada dentro de las fronteras de la gobernación de Slonim de 1796.
La gobernación de Lituania-Grodno tenía 8 óblast (provincias):
- Brest (en ruso: Волковысского)
- Volkovysskij (en ruso: Виленского)
- Grodno (en ruso: Завилейского)
- Kobrin (en ruso: Кобринского)
- Lida (en ruso: Ли́да)
- Novogrudok (en ruso: Новогрудского)
- Pruzhany (en ruso: Пружанского)
- Slonimsky (en ruso: Слонимского)
- Sokolka (en ruso: Соколька)

### Gobernación de Grodno (1840-1870)
En 1840 la palabra "Lituania" fue reemplazada a "Grodno" por Nicolás I.
En 1843, tuvo lugar otra reforma administrativa. La gobernación de Vilna recibió el distrito de Lida de la de Grodno y el óblast de Belostok fue incorporado a él con los distritos de Belostok, Belsk y Sokolka. También, Navahrudak se unió a la gobernación de Minsk.
La gobernación de Grodno tenía 9 óblast (provincias):
- Brest (en ruso: Волковысского)
- Volkovysskij (en ruso: Виленского)
- Grodno (en ruso: Завилейского)
- Kobrin (en ruso: Кобринского)
- Pruzhany (en ruso: Пружанского)
- Slonimsky (en ruso: Слонимского)
- Belostok (en ruso: Белосток)
- Belsk (en ruso: Бельскъ)
- Sokolka (en ruso: Соколька)

### Gobernación General de Lituania (1870-1912)
De 1870 a 1912, las gobernaciones de Grodno, Vilna y Kovno fueron constituidas como la Gobernación General de Lituania con capital en Vilna.

### Distrito de Bialystok-Grodno (1915-1917)
La gobernación de Grodno fue ocupada por Alemania en 1915 durante la Primera Guerra Mundial. Este fue conocido como el distrito de Bialystok-Grodno de Ober Ost. Después de la Paz de Riga del 18 de marzo de 1921, el cual acabó la guerra polaco-soviética, la gobernación se convirtió en los voivodatos de Białystok, Nowogródek y Polesia de la Segunda República Polaca.